# اریک فان لانکر
اریک فان لانکر (انگلیسی: Eric Van Lancker؛ زادهٔ ۳۰ آوریل ۱۹۶۱) دوچرخه‌سوار اهل بلژیک است.
از باشگاه‌هایی که در آن بازی کرده‌است می‌توان به تیم دوچرخه‌سواری پاناسونیک و تیم دوچرخه‌سواری فستینا اشاره کرد.